# Bathrotoma
Bathrotoma is een geslacht van vlinders van de familie bladrollers (Tortricidae), uit de onderfamilie Olethreutinae.

## Soorten
- B. aethalostola Turner, 1946
- B. angelica Diakonoff, 1953
- B. constrictana Edward Meyrick, 1881
- B. melanographa Turner, 1916
- B. ruficomana Meyrick, 1881
- B. spodostola Turner, 1946